# Södra Klagshamn
Uppslagsordet ”Klagshamn Södra” leder hit. Det är även namnet på en fyr i Klagshamn.
Södra Klagshamn är en tidigare tätort i Malmö kommun i Skåne län. Vid 2015 års tätortsavgränsning hade bebyggelsen vuxit samman med Bunkeflostrands tätort. Orten brukar i vanligtvis räknas till det större Klagshamn, vilket i sig inte är en tätort. Södra och Norra Klagshamn delas genom det numera vattenfyllda kalkbrottet. Historiskt har den södra delen av Klagshamn legat inom Tygelsjö socken, medan den norra räknats till Västra Klagstorps socken. I Södra Klagshamn ligger Strandskolan, medan Klagshamnsskolan ligger i Norra Klagshamn. Idrottsplatsen Klagshamns IP ligger även i Södra Klagshamn. I området finns också en affär.
År 1990 räknade SCB delar av Södra Klagshamn som småort med namnet Malmö:3.

## Befolkningsutveckling
| Befolkningsutvecklingen i Södra Klagshamn 1975–2010                                                                                              | Befolkningsutvecklingen i Södra Klagshamn 1975–2010 | Befolkningsutvecklingen i Södra Klagshamn 1975–2010 | Befolkningsutvecklingen i Södra Klagshamn 1975–2010 | Befolkningsutvecklingen i Södra Klagshamn 1975–2010 |
| --- | --------------------------------------------------- | --------------------------------------------------- | --------------------------------------------------- | --------------------------------------------------- |
| |                                                     |                                                     |                                                     |                                                     |
| År |                                                     |                                                     | Folkmängd                                           | Areal (ha)                                          |
| 1975 | 1975                                                |                                                     | 235                                                 |                                                     |
| 1980 | 1980                                                |                                                     | 200                                                 |                                                     |
| 1990 | 1990                                                |                                                     | 143                                                 | 7#                                                  |
| 1995 | 1995                                                |                                                     | 457                                                 | 36                                                  |
| 2000 | 2000                                                |                                                     | 500                                                 | 36                                                  |
| 2005 | 2005                                                |                                                     | 975                                                 | 45                                                  |
| 2010 | 2010                                                |                                                     | 1 367                                               | 45                                                  |
| Anm.: Utbruten ur Klagshamn 1975. Namnändring 1980 från Klagshamn Södra till Södra Klagshamn. Sammanvuxit med Bunkeflostrand 2015. # Som småort. |                                                     |                                                     |                                                     |                                                     |